# روبرت دون هيوز
روبرت دون هيوز (بالإنجليزية: Robert Don Hughes)‏ (1949)؛ روائي أمريكي.